# Khellinin
Das Khellinin oder Khellosid ist ein herzwirksames Glycosid von Chromon-Derivaten verschiedener Pflanzen wie des Bischofskrauts (Ammi visnaga) und des Winterlings (Eranthis hyemalis). Das Aglycon des Khellinin ist das Khellol. Das weiße bis gelbliche, geruchlose Khellinin ist löslich in Essigsäure und heißem Ethanol, aber wenig in Wasser. Das ebenfalls im Bischofskraut vorhandene, verwandte Khellin ist hochtoxisch.

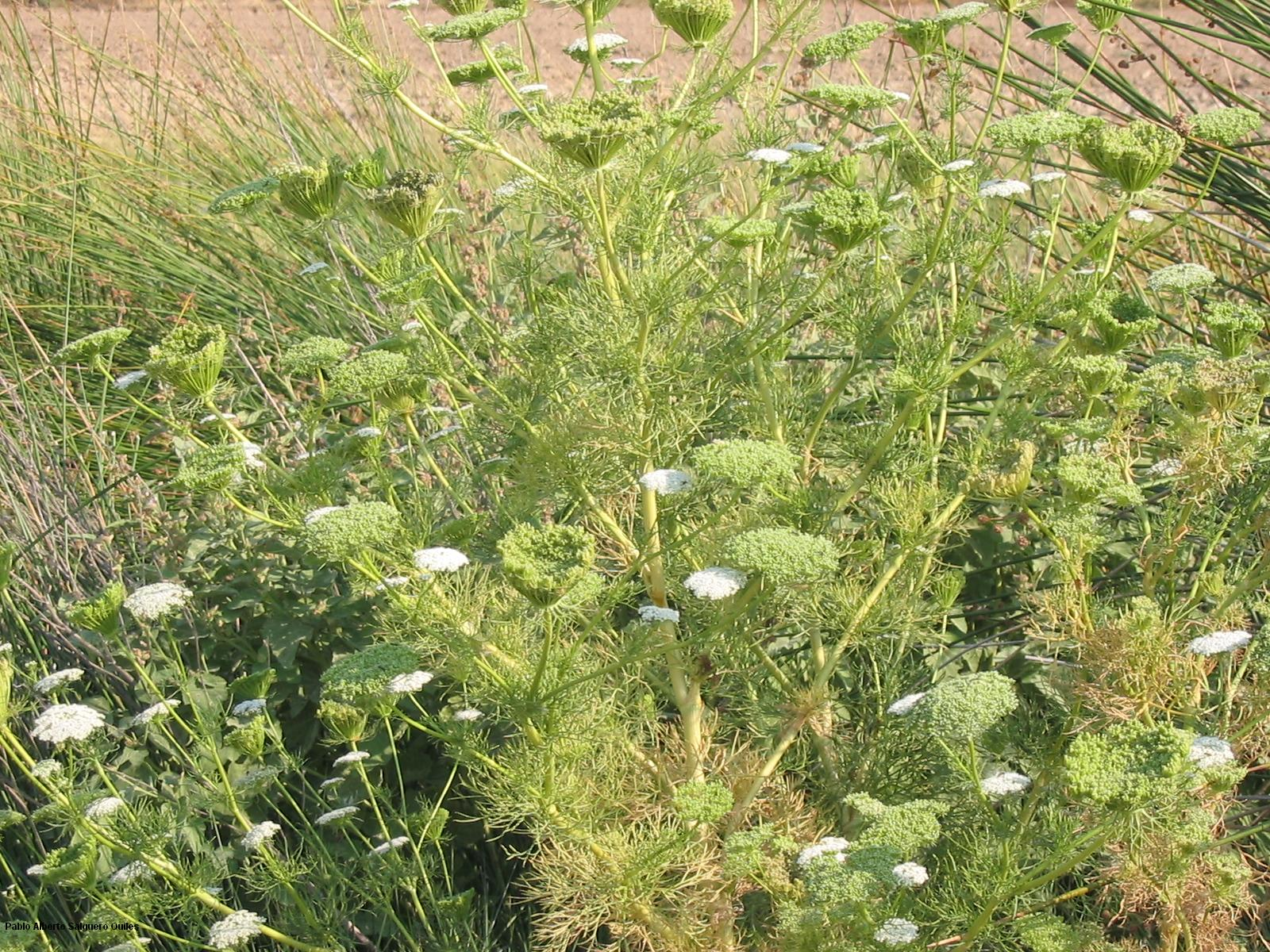
Bischofskraut (Ammi visnaga)
Strukturformel von Khellol
Strukturformel des verwandten Khellins

Bei Primaten (wie etwa Makaken Cynomolgus bzw. Macaca fascicularis) konnte Khellinin die Plasmakonzentration von LDL- und HDL-Lipoproteinen senken.